# One Love (álbum de David Guetta)
One Love es el cuarto álbum de estudio del disc jockey francés de música house David Guetta. Fue lanzado por la compañía discográfica EMI Music primeramente como formato digital el 21 de agosto de 2009 en la tienda en línea iTunes Store y en formato CD el 24 de agosto en Europa y en fechas cercanas en el resto del mundo. Se presentaron dos ediciones especiales: una "Edición Deluxe", en la que se incluye un CD con remixes, y el estuche digipak "Edición XXL" con tres CD y un DVD. Se reeditó además en dos ocasiones para incluir nuevas canciones. Primero en mayo de 2010 se añadió "Gettin' Over You", y en noviembre del mismo año se presentó One More Love, agregando a la edición estándar un CD con producciones de Guetta para otros artistas, antiguas canciones suyas y el éxito "Who's That Chick?".
Para la realización del álbum Guetta trabajó con los productores musicales Fred Rister, Sandy Vee, Jean-Claude Sindres, el productor ejecutivo Eivan "Ricco" Bj y los DJs Laidback Luke, Tocadisco, Dirty South, Sebastian Ingrosso y Afrojack. También colaboran en el álbum numerosos vocalistas. Se encuentran, entre otros, Kelly Rowland, Akon, algunos integrantes del grupo Black Eyed Peas, Kid Cudi y Chris Willis.
Recibió en general críticas positivas, alcanzando la puntuación de 66 sobre 100 en Metacritic. Alcanzó el número uno en ventas en varios países, recibiendo múltiples certificaciones y vendiendo más de tres millones de ejemplares. Se presentaron seis sencillos comerciales, que gozaron de gran éxito internacional, vendiendo más de doce millones de copias en todo el mundo: "When Love Takes Over", que ganó un Grammy en la 52.ª entrega y ganar el éxito en todo el mundo , vendiendo más de 5,5 millones de copias en todo el mundo, Sexy Bitch, One Love, Memories, Gettin' Over You y Who's That Chick.

## Antecedentes y producción
Mientras Black Eyed Peas estaban grabando su álbum, Will.i.am contactó con David Guetta para que participara en la producción de The E.N.D. en Record Plant Studios. David aceptó el encargo con una condición, que ellos participaran en el nuevo álbum que estaba preparando; produciendo "Rock That Body" y el éxito "I Gotta Feeling", que más tarde se incluiría en One Love, aunque en una nueva versión. Tras esto, y cumpliendo con lo pactado, aprovechó para grabar en el mismo estudio un par de canciones para su nuevo álbum: "I Wanna Go Crazy", con Will.i.am y "On The Dancefloor", con Will.I.am de nuevo y Apl.de.ap. Más adelante Fergie, participaría en la reedición de "Gettin' Over".

Teníamos [Will.i.am y él] la sensación de que estabamos, ya sabes, haciendo la música del mañana, haciendo algo nuevo y fusionando lo mejor de dos mundos.
David Guetta.

Precisamente fue durante el rodaje del videoclip de "I Gotta Feeling" cuando Guetta conoció a Kid Cudi. Ambos, que hicieron un pequeño cameo en el video musical de dicha canción, fueron presentados por Will.i.am. David compuso la base instrumental de lo que acabaría siendo "Memories", mientras viajaba a Los Ángeles, para pasar el rato en el avión. Entre escena y escena de grabación, le enseñó a Cudi dicha melodía. Entonces éste dijo: "la grabamos mañana".
Tal y como afirmó Guetta, cuando en el verano del 2008 estaba pinchando en un club en Cannes, se encontró con Kelly Rowland y le mostró la instrumental que había preparado para "When Love Takes Over". Le gustó tanto que ella le propuso escribir la letra del éxito. Además de dicha canción, compusieron varias más, de las cuales solo se incluyeron en el álbum "It's the Way You Love Me" y "Choose", esta última con Ne-Yo. De hecho, Ne-Yo y Guetta se conocieron gracias a Rowland: Kelly le enseñó al artista estadounidense "When Love Takes Over" y a este le agradó de tal forma que quiso colaborar con Guetta. Algo parecido al encuentro con Kelly ocurrió con Akon. Durante los World Music Awards de 2007 se encontró con el artista senegalés. Tras interpretar en la ceremonia con Chris Willis su tema más exitoso y conocido hasta el momento, Love Is Gone, Akon le comentó que le encantaba esa canción. Dos años después se volvieron a encontrar en Londres, y tras escuchar "When Love Takes Over", Akon le dijo que quería que trabajasen juntos. Esa misma noche alquilaron un estudio y compusieron "Sexy Bitch". De esta experiencia, Guetta declaró que «fue perfecto, adoro cuando hacemos música así, cuando es instantánea, cuando no hay planes, sin contratos, sin mánagers, sin agentes, sin discográficas. Únicamente hacemos música y sólo lo queremos pasar bien. Después ya vendrá todo lo demás».
En este álbum Guetta se separa Joachim Garraud, quien había sido hasta este disco su mano derecha en la producción, llegando a trabajar juntos durante siete años consecutivos, debido a que Garraud no podía invertir tanto tiempo como era necesario en trabajar con el artista parisino. Sin embargo, en One Love David se rodea de otros productores y disc jockeys, como son Fred Rister, que ya había trabajado con Guetta haciendo un remix de "Delirious" y colaboraborando en el desarrollo de "I Gotta Feeling" y "Rock That Body", Sandy Vee y Jean-Claude Sindres. También se unen al desarrollo del álbum Laidback Luke, que hizo un remix de "When Love Takes Over" y produjo "I Need You Now", Tocadisco, que participó en "Sound of Letting Go" y Afrojack, que fue el productor de "Toyfriend" e hizo un remix de "Sexy Bitch".

## Concepción y estilo
Tras dos años de giras, ofreciendo espectáculos en más de 180 eventos, Guetta comenzó a sentirse cansado de pinchar en vivo, por lo que decidió parar un tiempo. Durante ese parón decidió crear One Love. David quiso que este álbum fuese diferente, que estuviese basado en nuevas ideas. Para ello, llamó a artistas que le gustaban a colaborar con él. Por un lado contactó con Laidback Luke y Tocadisco, que ya habían trabajado con Guetta anteriormente, puesto que quería que este álbum tuviese "un toque dirty". Por otro lado fue la vocalista británica Estelle la elegida por el disc jockey francés para participar en One Love, ya que este "adora" su voz. No obstante, estas fueron las únicas personas a las que Guetta llamó para participar en su álbum. El resto de artistas presentes en One Love se unieron al álbum o por petición expresa, o bien tras contactar con Guetta para que este colaborase en sus respectivos álbumes. A estos últimos, David aceptó ayudarles en la producción de sus discos con la condición de ellos participasen en su álbum. Lo que hace a este álbum especial, según palabras de David, es la diferencia de culturas que se mezclan en él, "lo mejor de cada mundo". Precisamente el nombre del álbum está relacionado con todas las colaboraciones que contiene. Guetta afirmó que hace referencia al amor que comparten todos los que han participado en One Love por la música. Es por eso que este álbum, define el artista, es "realmente mágico", por la pasión que ponen en la música todos los colaboradores.
El género del álbum se puede enmarcar dentro del house, el electropop o el dance, con sus respectivas variantes y subgéneros. La crítica especializada lo categoriza, además, como "electro-rap" o una síntesis entre dance y hip hop. No obstante, el propio Guetta, al igual que otros colaboradores del álbum, tienen su particular punto de vista. Por un lado, el disc-jockey francés definió su cuarto trabajo como "un álbum club style", en el cual hay pistas "con un sonido del Guetta clásico" y otras que suenan "más dirty". Satisfecho con el resultado, David aseguró que One Love es el mejor álbum de su carrera, por lo que ve difícil poder superarlo. Por otro lado, Akon, vocalista en "Sexy Bitch" dijo que "es algo que nunca habíamos hecho, es... move music". También Will.i.am se preguntó por qué género musical era el que estaban manejando él y David, llegando a la conclusión de que no era exactamente hip hop o electro, sino una mezcla de ambos, a la que decidió llamar "electro hop".

## Contenido

### Canciones
La primera canción que se escribió para One Love fue "When Love Takes Over", elegida además como primer sencillo. Cuenta con la colaboración de Kelly Rowland, quien además de escribir la letra de la canción, la interpreta. Una parte de la base instrumental utiliza un sample muy parecido al de la canción Clocks de Coldplay. Recibió generalmente buenas críticas y alcanzó el número uno en 14 listas de éxitos diferentes, consiguiendo múltiples discos de platino en varios países.

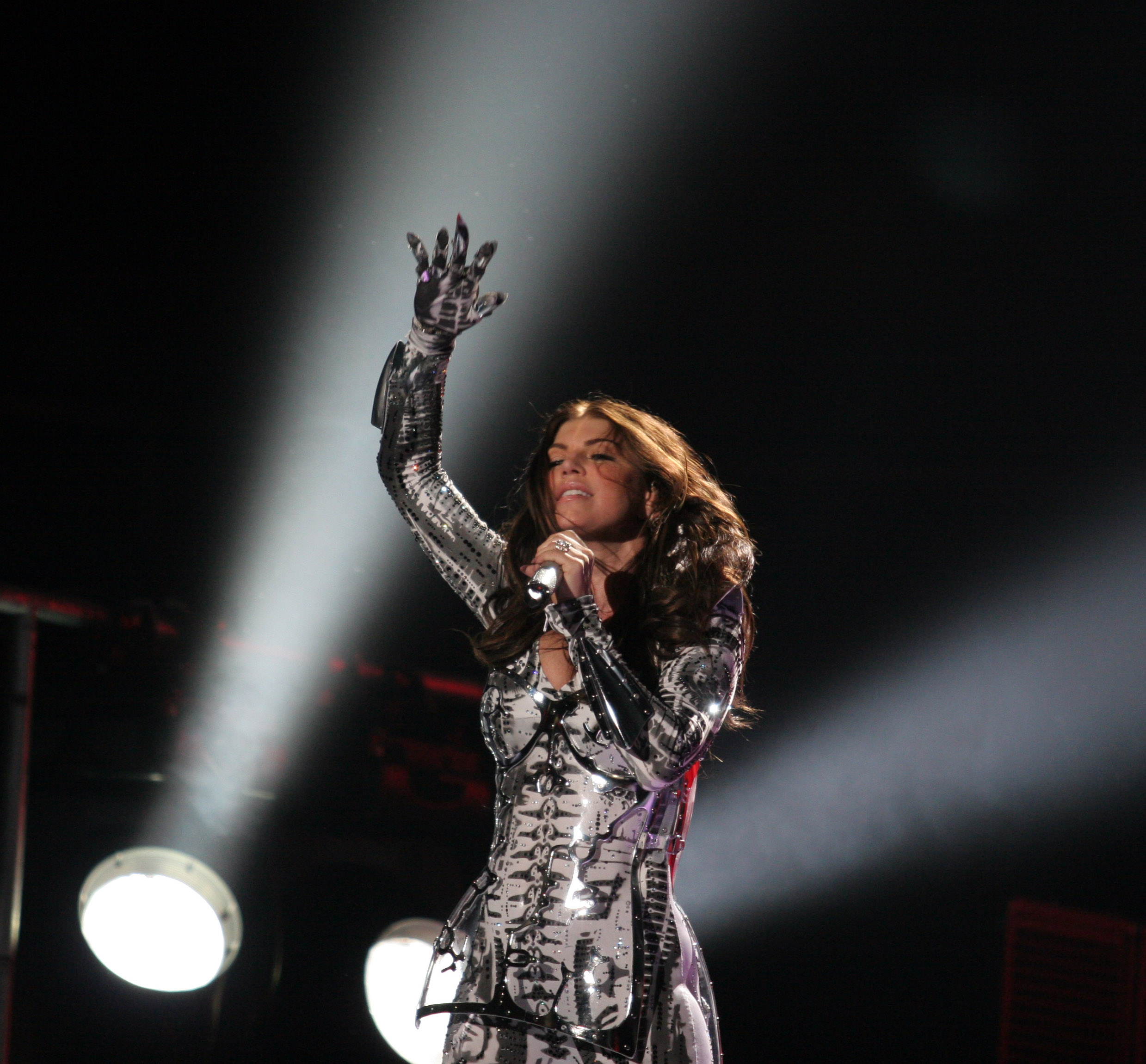
La Cantante Fergie colabora con David Guetta en la canción Gettin' Over You, uno de los más exitosos sencillos del álbum

La segunda canción del álbum es "Gettin' Over". Fue lanzada como sencillo promocional el 4 de agosto de 2009. Chris Willis, que ya había colaborado en otros temas de Guetta como "Love Is Gone", "Everytime We Touch" o "Love Don't Let Me Go (Walking Away)", entre otros, aporta las vocales de la canción. En 2010, David Guetta hizo una versión de la canción con LMFAO y Fergie de Black Eyed Peas. La canción, renombrada a "Gettin' Over You", fue lanzada como quinto sencillo oficial el 12 y 20 de abril de ese mismo año en formato digital y físico, respectivamente. Con motivo de este remix, se presentó una nueva versión de One Love que incluye esta canción.
La tercera canción y segundo sencillo elegido es "Sexy Bitch", que cuenta con la colaboración del cantante senegalés de R&B Akon. Fue renombrada a "Sexy Chick" ("chica sexy" en español) para adaptarse a las radiofórmulas europeas, que no veían con buenos ojos la expresión sexy bitch ("zorra sexy"). Sin embargo, fue lanzada como sencillo con el título original, siendo el más exitoso de Guetta, con más de 2.3 millones de unidades vendidas.
La cuarta canción y sencillo del álbum es "Memories", interpretada por Kid Cudi. Se lanzó como por primera vez el 15 de febrero de 2010 en el Reino Unido y dos días después en el resto del mundo.
"On the Dancefloor" es la quinta canción del álbum. En ella participan en las vocales Will.i.am y Apl.de.ap, quienes improvisaron la letra en el estudio mientras grababan. Fue presentada por primera vez el 27 de marzo de 2009 en un concierto de Guetta en Miami. La sexta pista, titulada "It's The Way You Love Me" y cantada por Kelly Rowland, fue grabada en la casa de Chris Willis en Atlanta.

### Ediciones

#### Edición estándar
La edición estándar internacional fue lanzada el 24 de agosto de 2009. Consta de las 15 pistas descritas anteriormente. Además, en determinadas regiones en la tienda en línea iTunes se incluyeron pistas extra. Tras el lanzamiento de la nueva versión de "Gettin' Over" en 2010, llamada "Gettin' Over You", se presentó una nueva edición del álbum incluyendo esta canción.

| Edición estándar |                                                                              |                                                                                             |                                                                         |          |  |
| N.º              | Título                                                                       | Letras                                                                                      | Escritor(es)                                                            | Duración |  |
| 1.               | «When Love Takes Over» (junto a Kelly Rowland)                               | Kelly Rowland, Miriam Nervo y Olivia Nervo                                                  | David Guetta y Frédéric Riesterer                                       | 3:11     |  |
| 2.               | «Gettin' Over» (junto a Chris Willis)                                        | Chris Willis                                                                                | David Guetta y Frédéric Riesterer                                       | 3:02     |  |
| 3.               | «Sexy Bitch» (junto a Akon)                                                  | Giorgio Tuinfort y Aliaune Thiam                                                            | David Guetta, Frédéric Riesterer, Jean-Claude Sindres y Sandy Vee       | 3:16     |  |
| 4.               | «Memories» (junto a Kid Cudi)                                                | Scott Mescudi                                                                               | David Guetta y Frédéric Riesterer                                       | 3:30     |  |
| 5.               | «On the Dancefloor» (junto a Will.i.am y Apl.de.ap)                          | Allen Pineda y William Adams                                                                | David Guetta, Jean-Claude Sindres y Sandy Vee                           | 3:46     |  |
| 6.               | «It's the Way You Love Me» (junto a Kelly Rowland)                           | Miriam Nervo y Olivia Nervo                                                                 | David Guetta y Frédéric Riesterer                                       | 4:13     |  |
| 7.               | «Missing You» (junto a Novel)                                                | Alonzo Novel Stephenson                                                                     | David Guetta, Jean-Claude Sindres y Sandy Vee                           | 3:08     |  |
| 8.               | «Choose» (junto a Ne-Yo y Kelly Rowland)                                     | Shaffer Smith                                                                               | David Guetta y Frédéric Riesterer                                       | 3:58     |  |
| 9.               | «How Soon Is Now» (junto a Sebastian Ingrosso, Dirty South & Julie McKnight) | Jayson Séalee                                                                               | David Guetta, Dragan Roganovic, Frédéric Riesterer y Sebastian Ingrosso | 4:10     |  |
| 10.              | «I Gotta Feeling (FMIF Remix Edit)» (junto a Black Eyed Peas)                | Allen Pineda, David Guetta, Frédéric Riesterer, Jaime Gomez, Stacy Ferguson y William Adams | David Guetta y Frédéric Riesterer                                       | 3:53     |  |
| 11.              | «One Love» (junto a Estelle)                                                 | Estelle Swaray                                                                              | David Guetta, Jean Claude Sindres, Sandy Vee                            | 4:00     |  |
| 12.              | «I Wanna Go Crazy» (junto a Will.i.am)                                       | William Adams                                                                               | David Guetta, Jean Claude Sindres, Sandy Vee                            | 3:24     |  |
| 13.              | «Sound of Letting Go» (junto a Chris Willis)                                 | Miriam Nervo y Olivia Nervo                                                                 | David Guetta y Tocadisco                                                | 3:46     |  |
| 14.              | «Toyfriend» (junto a Afrojack y Wynter Gordon)                               | Diana Wynter Gordon, Carlos Battey y Steven Battey                                          | David Guetta y Afrojack                                                 | 3:17     |  |
| 15.              | «If We Ever» (junto a Makeba)                                                | Makeba Riddick                                                                              | David Guetta, Frédéric Riesterer, Jean-Claude Sindres y Sandy Vee       | 4:43     |  |
| 16.              | «Gettin' Over You» (junto a Chris Willis, Fergie y LMFAO)                    | Chris Willis, Stacey Ferguson, Red Foo, Sky Blue                                            | David Guetta, Frédéric Riesterer y Sandy Vee                            | 3:07     |  |

| Pistas adicionales en iTunes |                                          |                             |                                               |          |  |
| N.º                          | Título                                   | Letras                      | Escritor(es)                                  | Duración |  |
| 17.                          | «I Need You Now» (junto a Samantha Jade) | Samantha Jade               | David Guetta y Laidback Luke                  | 3:36     |  |
| 18.                          | «It's Your Life» (junto a Chris Willis)  | Miriam Nervo y Olivia Nervo | David Guetta, Jean-Claude Sindres y Sandy Vee | 3:44     |  |

| Pistas adicionales en iTunes |              |              |          |  |
| N.º                          | Título       | Escritor(es) | Duración |  |
| 17.                          | «Montenegro» | David Guetta | 5:58     |  |
| 18.                          | «GRRRR»      | David Guetta | 7:29     |  |

#### Edición deluxe
Esta edición fue lanzada al mismo tiempo que la original en todo el mundo. Contiene dos CD: en el primero están las pistas originales, excepto "How Soon Is Now", mientras que en el segundo disco están las mismas canciones remezcladas por Guetta a excepción de "If We Ever", que es sustituida por "How Soon Is Now", "I Need You Now" e "It's Your Life". Se presenta en una carátula de cuatro paneles desplegables envuelta en una funda de plástico rosa. También incluye un folleto de doce páginas con ilustraciones y créditos.

| CD 1  |                                                          |          |  |
| N.º   | Título                                                   | Duración |  |
| 1.    | «When Love Takes Over» (junto a Kelly Rowland)           | 3:11     |  |
| 2.    | «Gettin' Over» (con Chris Willis)                        | 3:02     |  |
| 3.    | «Sexy Bitch» (junto a Akon)                              | 3:16     |  |
| 4.    | «Memories» (junto a Kid Cudi)                            | 3:30     |  |
| 5.    | «On the Dancefloor» (junto a Will.i.am y Apl.de.ap)      | 3:46     |  |
| 6.    | «It's the Way You Love Me» (junto a Kelly Rowland)       | 4:13     |  |
| 7.    | «Missing You» (junto a Novel)                            | 3:08     |  |
| 8.    | «Choose» (junto a Ne-Yo y Kelly Rowland)                 | 3:58     |  |
| 9.    | «I Gotta Feeling (FMIF Remix)» (junto a Black Eyed Peas) | 3:53     |  |
| 10.   | «One Love» (junto a Estelle)                             | 4:00     |  |
| 11.   | «I Wanna Go Crazy» (junto a Will.i.am)                   | 3:24     |  |
| 12.   | «Sound of Letting Go» (con Tocadisco y Chris Willis)     | 3:46     |  |
| 13.   | «Toyfriend» (junto a Afrojack y Wynter Gordon)           | 3:17     |  |
| 14.   | «If We Ever» (junto a Makeba)                            | 4:43     |  |
| 61:53 |                                                          |          |  |

| CD2 - "One Love Mix" |                                                    |          |  |
| N.º                  | Título                                             | Duración |  |
| 1.                   | «When Love Takes Over» (Versión electro extendida) | 4:24     |  |
| 2.                   | «Sexy Bitch» (Versión club)                        | 3:43     |  |
| 3.                   | «Memories»                                         | 4:42     |  |
| 4.                   | «I Wanna Go Crazy» (Versión extendida)             | 4:55     |  |
| 5.                   | «I Gotta Feeling» (FMIF Remix)                     | 4:19     |  |
| 6.                   | «Choose»                                           | 3:17     |  |
| 7.                   | «On the Dancefloor» (Versión extendida)            | 4:16     |  |
| 8.                   | «Missing You» (Versión Club)                       | 4:59     |  |
| 9.                   | «Gettin' Over» (Versión Club)                      | 3:31     |  |
| 10.                  | «It's the Way You Love Me»                         | 4:12     |  |
| 11.                  | «One Love» (Extendida)                             | 4:42     |  |
| 12.                  | «It's Your Life»                                   | 3:53     |  |
| 13.                  | «Sound of Letting Go»                              | 3:13     |  |
| 14.                  | «I Need You Now»                                   | 3:14     |  |
| 15.                  | «How Soon Is Now»                                  | 5:59     |  |
| 16.                  | «Toyfriend»                                        | 2:52     |  |

#### Edición XXL
La Edición XXL es una edición limitada en formato digipak lanzada el 27 de noviembre de 2009 y contiene tres CD y un DVD. El primero contiene las canciones originales de la edición estándar de One Love. El segundo, las mismas pistas pero en su versión extendida excepto de la canción "Toyfriend", que se presenta en una edición instrumental. El CD tercero incluye tres pistas extra que únicamente se lanzaron en iTunes en Europa y México, además de unos remixes de "When Love Takes Over" y "Sexy Bitch" hechos por diversos djs. El DVD alberga un documental sobre One Love, los vídeos musicales de "Sexy Bitch" con sus versiones alternativas y "When Love Takes Over", así como los making-of de dichos videos.

| CD1 |                                                                          |          |  |
| N.º | Título                                                                   | Duración |  |
| 1.  | «When Love Takes Over» (junto a Kelly Rowland)                           | 3:11     |  |
| 2.  | «Gettin' Over» (con Chris Willis)                                        | 3:02     |  |
| 3.  | «Sexy Bitch» (junto a Akon)                                              | 3:16     |  |
| 4.  | «Memories» (junto a Kid Cudi)                                            | 3:30     |  |
| 5.  | «On the Dancefloor» (junto a Will.i.am y Apl.de.ap)                      | 3:46     |  |
| 6.  | «It's the Way You Love Me» (junto a Kelly Rowland)                       | 4:13     |  |
| 7.  | «Missing You» (junto a Novel)                                            | 3:08     |  |
| 8.  | «Choose» (junto a Ne-Yo y Kelly Rowland)                                 | 3:58     |  |
| 9.  | «How Soon Is Now» (con Sebastian Ingrosso, Dirty South y Julie McKnight) | 4:10     |  |
| 10. | «I Gotta Feeling (FMIF Remix)» (junto a Black Eyed Peas)                 | 3:53     |  |
| 11. | «One Love» (junto a Estelle)                                             | 4:00     |  |
| 12. | «I Wanna Go Crazy» (junto a Will.i.am)                                   | 3:24     |  |
| 13. | «Sound of Letting Go» (con Tocadisco y Chris Willis)                     | 3:46     |  |
| 14. | «Toyfriend» (junto a Afrojack y Wynter Gordon)                           | 3:17     |  |
| 15. | «If We Ever» (junto a Makeba)                                            | 4:43     |  |

| CD2 |                                                |          |  |
| N.º | Título                                         | Duración |  |
| 1.  | «When Love Takes Over» (Versión extendida)     | 7:48     |  |
| 2.  | «Gettin' Over» (Versión extendida)             | 5:56     |  |
| 3.  | «Sexy Bitch» (Versión extendida)               | 5:13     |  |
| 4.  | «Memories» (Versión extendida)                 | 5:20     |  |
| 5.  | «On the Dancefloor» (Versión extendida)        | 5:12     |  |
| 6.  | «It's the Way You Love Me» (Versión extendida) | 6:55     |  |
| 7.  | «Missing You» (Versión extendida)              | 6:18     |  |
| 8.  | «How Soon Is Now» (Versión extendida)          | 7:05     |  |
| 9.  | «One Love» (Versión extendida)                 | 6:48     |  |
| 10. | «I Wanna Go Crazy» (Versión extendida)         | 6:40     |  |
| 11. | «Sound of Letting Go» (Versión extendida)      | 5:24     |  |
| 12. | «Toyfriend» (Versión instrumental)             | 3:17     |  |
| 13. | «I Need You Now» (Versión extendida)           | 6:26     |  |

| CD3 |                                                         |          |  |
| N.º | Título                                                  | Duración |  |
| 1.  | «Montenegro»                                            | 5:58     |  |
| 2.  | «GRRRR»                                                 | 7:29     |  |
| 3.  | «It's Your Life» (con Chris Willis)                     | 3:44     |  |
| 4.  | «When Love Takes Over» (Laidback Luke Remix)            | 6:06     |  |
| 5.  | «When Love Takes Over» (Norman Doray y Arno Cost Remix) | 7:12     |  |
| 6.  | «When Love Takes Over» (Albin Myers Remix)              | 8:27     |  |
| 7.  | «When Love Takes Over» (Abel Ramos Paris With Love Mix) | 8:12     |  |
| 8.  | «Sexy Bitch» (Chuckie y Lil Jon Remix)                  | 5:58     |  |
| 9.  | «Sexy Bitch» (Abel Ramos Atlanta With Love Mix Remix)   | 7:15     |  |
| 10. | «Sexy Bitch» (Koen Groeneveld Remix)                    | 7:16     |  |
| 11. | «Sexy Bitch» (DJ Footloose Remix)                       | 5:44     |  |
| 12. | «Sexy Bitch» (Afrojack Remix)                           | 4:34     |  |

| DVD |                                            |          |  |
| N.º | Título                                     | Duración |  |
| 1.  | «One Love Documentary»                     | 19:10    |  |
| 2.  | «When Love Takes Over» (Video musical)     | 3:13     |  |
| 3.  | «When Love Takes Over» (Behind The Scenes) | 6:26     |  |
| 4.  | «Sexy Chick» (Video musical Oficial)       | 3:29     |  |
| 5.  | «Sexy Chick» (Nerd)                        | 3:14     |  |
| 6.  | «Sexy Chick» (The Sexy Chick)              | 3:18     |  |
| 7.  | «Sexy Chick» (The Photographer)            | 3:13     |  |
| 8.  | «Sexy Chick» (Sexy Bitches)                | 3:18     |  |
| 9.  | «Sexy Chick» (Aquatic)                     | 3:18     |  |
| 10. | «Sexy Chick» (Behind The Scenes)           | 7:12     |  |

#### One More Love
One More Love, lanzado el 29 de noviembre de 2010, es una reedición de doble CD del álbum. En el primer CD se encuentran trece pistas de la edición estándar de One Love. El segundo lo conforman algunas canciones anteriores a One Love, como "Love Don't Let Me Go", "The World Is Mine" y "Love Is Gone", remixes de "Memories" y "Sexy Bitch" y algunas producciones con otros artistas que hizo Guetta, como son "Who's That Chick?", con Rihanna y "Commander", con Kelly Rowland, entre otras.
| Standard Edition |                                                                                    |          |  |
| N.º              | Título                                                                             | Duración |  |
| 1.               | «When Love Takes Over» (featuring Kelly Rowland)                                   | 3:11     |  |
| 2.               | «Gettin' Over You» (with Chris Willis featuring Fergie & LMFAO)                    | 3:06     |  |
| 3.               | «Sexy Bitch» (featuring Akon)                                                      | 3:16     |  |
| 4.               | «Memories» (featuring Kid Cudi)                                                    | 3:30     |  |
| 5.               | «On the Dancefloor» (featuring will.i.am & apl.de.ap)                              | 3:46     |  |
| 6.               | «Who's That Chick?» (featuring Rihanna)                                            | 3:19     |  |
| 7.               | «It's the Way You Love Me» (featuring Kelly Rowland)                               | 4:13     |  |
| 8.               | «Missing You» (New Version) (featuring Novel)                                      | 3:08     |  |
| 9.               | «Choose» (featuring Ne-Yo & Kelly Rowland)                                         | 3:58     |  |
| 10.              | «How Soon Is Now» (with Sebastian Ingrosso & Dirty South featuring Julie McKnight) | 4:10     |  |
| 11.              | «I Gotta Feeling (FMIF Remix Edit)» (by The Black Eyed Peas)                       | 3:53     |  |
| 12.              | «One Love» (featuring Estelle)                                                     | 4:00     |  |
| 13.              | «I Wanna Go Crazy» (featuring will.i.am)                                           | 3:24     |  |
| 14.              | «Sound of Letting Go» (with Tocadisco featuring Chris Willis)                      | 3:46     |  |
| 15.              | «Toyfriend» (with Afrojack featuring Wynter Gordon)                                | 3:17     |  |
| 16.              | «If We Ever» (featuring Makeba)                                                    | 4:43     |  |

| Deluxe Edition: Disc 1 |                                                                                    |          |  |
| N.º                    | Título                                                                             | Duración |  |
| 1.                     | «When Love Takes Over» (featuring Kelly Rowland)                                   | 3:11     |  |
| 2.                     | «Gettin' Over» (featuring Chris Willis)                                            | 3:02     |  |
| 3.                     | «Sexy Bitch» (featuring Akon)                                                      | 3:16     |  |
| 4.                     | «Memories» (featuring Kid Cudi)                                                    | 3:30     |  |
| 5.                     | «On the Dancefloor» (featuring will.i.am & apl.de.ap)                              | 3:46     |  |
| 6.                     | «It's the Way You Love Me» (featuring Kelly Rowland)                               | 4:13     |  |
| 7.                     | «Missing You» (featuring Novel)                                                    | 3:08     |  |
| 8.                     | «Choose» (featuring Ne-Yo & Kelly Rowland)                                         | 3:58     |  |
| 9.                     | «How Soon Is Now» (with Sebastian Ingrosso & Dirty South featuring Julie McKnight) | 4:10     |  |
| 10.                    | «I Gotta Feeling (FMIF Remix Edit)» (by The Black Eyed Peas)                       | 3:53     |  |
| 11.                    | «One Love» (featuring Estelle)                                                     | 4:00     |  |
| 12.                    | «I Wanna Go Crazy» (featuring will.i.am)                                           | 3:24     |  |
| 13.                    | «Sound of Letting Go» (with Tocadisco featuring Chris Willis)                      | 3:46     |  |
| 14.                    | «Toyfriend» (with Afrojack featuring Wynter Gordon)                                | 3:17     |  |
| 15.                    | «If We Ever» (featuring Makeba)                                                    | 4:43     |  |

| Deluxe Edition: Disc 2 |                                                                 |          |  |
| N.º                    | Título                                                          | Duración |  |
| 1.                     | «Who's That Chick?» (featuring Rihanna)                         | 3:19     |  |
| 2.                     | «Gettin' Over You» (with Chris Willis featuring Fergie & LMFAO) | 3:08     |  |
| 3.                     | «Revolver» (with Madonna featuring Lil Wayne) (One Love Remix)  | 3:19     |  |
| 4.                     | «Commander» (with Kelly Rowland)                                | 3:41     |  |
| 5.                     | «A cappella» (with Kelis)                                       | 5:11     |  |
| 6.                     | «Missing You» (New Version) (featuring Novel)                   | 3:05     |  |
| 7.                     | «Louder Than Words» (with Afrojack featuring Niles Mason)       | 3:06     |  |
| 8.                     | «Freak» (with Estelle featuring Kardinal Offishall)             | 3:45     |  |
| 9.                     | «Sexy Bitch» (featuring Akon) (Chuckie & Lil Jon Remix)         | 3:32     |  |
| 10.                    | «GRRRR»                                                         | 7:30     |  |
| 11.                    | «Love Don't Let Me Go (Walking Away)» (with The Egg)            | 3:11     |  |
| 12.                    | «The World Is Mine» (featuring JD Davis)                        | 3:40     |  |
| 13.                    | «Love Is Gone» (featuring Chris Willis) (Original Mix)          | 3:06     |  |

## Recepción

### Crítica

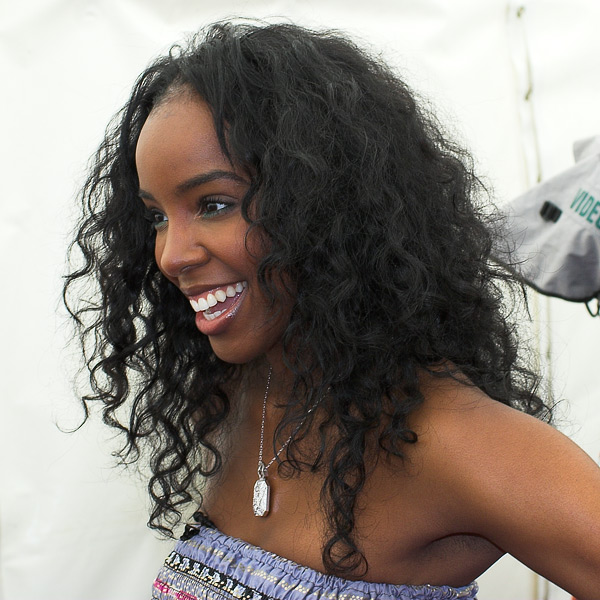
Kelly Rowland interpreta "When Love Takes Over", el primer sencillo y uno de los temas mejor valorados por la crítica.

One Love recibió generalmente críticas favorables, obteniendo 66 puntos sobre 100 en Metacritic, basándose en 10 reseñas con respectivas puntuaciones. La página web All Music dijo que "este álbum es más un revoltijo de temas que cualquiera de sus anteriores lanzamientos, pero de todas formas, la fuerza del material es innegable". El diario Los Angeles Times, que le otorgó una puntuación de 3 sobre 5, afirmó que "Guetta está en su mejor (y más comercial) momento cuando se acompaña de melodías tan pegadizas como su ritmo". La página especializada en música MusicOMH hizo una amplia reseña del álbum, del que dijo:

One Love, con su cinta transportadora de colaboraciones estrella, entre las que se incluyen Black Eyed Peas y Will.I.Am, suena como una ampliada colección de sencillos. Pero esto no es algo malo si lo que quieres tomar el control de la pista de baile con canciones del tipo "When Love Takes Over".

Caroline Sullivan, de The Guardian, coincidió con Allmusic y MusicOMH en que el álbum parece más una serie de pistas que un LP. David Balls, de la web de entretenimiento Digital Spy, puntuó el disco con cuatro estrellas sobre cinco, alegando que Guetta sabe cómo hacer "un álbum dance que complazca a multitudes, es decir, One Love". El portal musical Sputnikmusic comentó que "mientas suena más como una compilación de sencillos que como un álbum completamente cohesionado, One Love podría de hecho ser el lanzamiento que finalmente conquiste tanto a las generaciones discotequeras como a las que se quedan en casa esperando a volver a visitar su juventud. La revista PopMatters señaló, otorgándole una puntuación de 6 sobre 10, que "es admirable que Guetta haya sacado adelante este álbum con una visión tan conmovedora y un concepto tan grande con tantas colaboraciones involucradas". La reseña de la revista estadounidense Entertainment Weekly argumentó que según el gusto, es posible que "agradezcas o aborrezcas" la producción que el dj francés hizo de "I Gotta Feeling". Añadió que "si tu caso es el segundo, pasa de este álbum".
Ben Norman, columnista de la sección Dance Music de About.com, comentó que el álbum "debería ser renovado" ya que "ninguna canción del álbum refleja el esfuerzo y energía que "When Love Takes Over" contiene". Joe Clay, periodista del periódico británico The Times, dedujo que el álbum, al igual que David, es "descaradamente orientado hacia el gusto popular". Simmy Richman, de The Independent, señaló que el disco tiene colaboraciones suficientes como "para empezar una fiesta", pero que "al igual que la mayoría de la música house, en la comodidad del hogar, es posible que necesites un paracetamol". En la revista Q, aunque le otorgaron 3 estrellas de 5, comentaron que el cuarto álbum de Guetta "repite la misma fórmula durante 12 veces en el álbum: poner a alguien del mundo del Hip Hop/R&B a cantar sobre la música house". Por último, Ginger Clemments, de la revista Billboard comentó que One Love "integra sin esfuerzo pegadizos ritmos dance con expresivas vocales.

## Listas musicales de álbumes

### Semanales
| País/Región     | Lista musical           | Primera semana | Posición de ingreso | Mejor posición | Semanas en la lista | Última semana | Ref.   |
| --------------- | ----------------------- | -------------- | ------------------- | -------------- | ------------------- | ------------- | ------ |
| América         |                         |                |                     |                |                     |               |        |
| Canadá          | Canadian Albums         | 12-09-2009     | 2                   | 2              | 31                  | 18-10-2010    | [ 47 ] |
| Estados Unidos  | Billboard 200           | 12-09-2009     | 70                  | 70             | 10                  | 28-11-2009    | [ 48 ] |
| Estados Unidos  | Dance/Electronic Albums | 12-09-2009     | 2                   | 3              | 59                  | -             | [ 49 ] |
| México          | Top 100 Álbumes         | 25-08-2009     | 27                  | 12             | 60                  | -             | [ 50 ] |
| Europa          |                         |                |                     |                |                     |               |        |
| Alemania        | Top 100 Álbumes         | 06-09-2009     | 5                   | 2              | 58                  | -             | [ 51 ] |
| Austria         | Top 75 Alben            | 04-09-2009     | 3                   | 3              | 60                  | -             | [ 52 ] |
| Bélgica         | Flandes Ultratop 100    | 29-08-2009     | 11                  | 2              | 62                  | -             | [ 53 ] |
| Bélgica         | Valonia Ultratop 100    | 29-8-2009      | 2                   | 1              | 62                  | -             | [ 53 ] |
| Dinamarca       | Top 40 Álbumes          | 04-09-2009     | 22                  | 22             | 6                   | 28-05-2010    | [ 54 ] |
| España          | Top 100 álbumes         | 12-09-2009     | 17                  | 1              | 85                  | -             | [ 55 ] |
| Europa          | European Albums         | 12-09-2009     | 2                   | 1              | 62                  | -             | [ 56 ] |
| Francia         | Top 200 Álbumes         | 29-08-2009     | 1                   | 1              | 61                  | -             | [ 57 ] |
| Grecia          | Top 50 Álbumes          | 11-01-2010     | 19                  | 15             | 3                   | 25-01-2010    | [ 58 ] |
| Hungría         | Top 40 Álbumes          | 28-09-2009     | 28                  | 1              | 45                  | -             | [ 59 ] |
| Irlanda         | Top 75 Álbumes          | 27-08-2009     | 3                   | 3              | 32                  | 23-09-2010    | [ 51 ] |
| Italia          | Top 20 Álbumes          | 03-09-2009     | 15                  | 5              | 4                   | 24-09-2009    | [ 60 ] |
| Noruega         | Top 40 Álbumes          | 06-10-2009     | 35                  | 16             | 5                   | 03-11-2009    | [ 61 ] |
| Países Bajos    | Top 100 Álbumes         | 29-08-2009     | 17                  | 4              | 61                  | -             | [ 62 ] |
| Polonia         | Top 100 Álbumes         | 14-09-2009     | 26                  | 26             | 3                   | 28-09-2009    | [ 63 ] |
| Portugal        | Top 30 Álbumes          | 07-09-2009     | 7                   | 5              | 31                  | 11-10-2010    | [ 64 ] |
| Reino Unido     | Top 75 Álbumes          | 30-08-2009     | 2                   | 2              | 39                  | 26-09-2010    | [ 51 ] |
| República Checa | Top 50 Álbumes          | 30-08-2009     | 3                   | 3              | 41                  | -             | [ 65 ] |
| Rusia           | Top 25 Álbumes          | 05-09-2009     | 20                  | 9              | 12                  | -             | [ 66 ] |
| Suecia          | Top 60 Álbumes          | 04-09-2009     | 33                  | 33             | 2                   | 11-09-2009    | [ 67 ] |
| Suiza           | Top 100 Álbumes         | 06-09-2009     | 2                   | 2              | 60                  | -             | [ 68 ] |
| Oceanía         |                         |                |                     |                |                     |               |        |
| Australia       | Top 50 Álbumes          | 13-09-2009     | 7                   | 4              | 51                  | 05-09-2010    | [ 69 ] |
| Nueva Zelanda   | Top 40 Álbumes          | 07-09-2009     | 7                   | 2              | 37                  | 09-08-2010    | [ 70 ] |

### Anuales
| País           | Lista musical              | Posición | Ref.   |
| -------------- | -------------------------- | -------- | ------ |
| América        |                            |          |        |
| Canadá         | Canadian Albums            | 37       | [ 71 ] |
| Estados Unidos | Dance/Electronic Albums    | 19       | [ 72 ] |
| México         | Top 100 Álbumes            | 77       | [ 73 ] |
| Europa         |                            |          |        |
| Austria        | Top 75 Alben               | 22       | [ 74 ] |
| Bélgica        | Valonia Ultratop 100       | 12       | [ 75 ] |
| Bélgica        | Flandes Ultratop 100       | 52       | [ 76 ] |
| Europa         | European Albums            | 21       | [ 77 ] |
| Francia        | Top 200 Álbumes            | 10       | [ 78 ] |
| Francia        | Top 50 Álbumes téléchargés | 5        | [ 78 ] |
| Suiza          | Top 100 Álbumes            | 13       | [ 79 ] |
| Oceanía        |                            |          |        |
| Australia      | Top 100 Álbumes            | 44       | [ 80 ] |

| País      | Lista musical                           | Posición | Ref.   |
| --------- | --------------------------------------- | -------- | ------ |
| América   |                                         |          |        |
| México    | Top 100 Álbumes                         | 13       | [ 81 ] |
| Europa    |                                         |          |        |
| Alemania  | Top 20 Album                            | 14       | [ 82 ] |
| Austria   | Top 75 Alben                            | 2        | [ 83 ] |
| Bélgica   | Valonia Ultratop 100                    | 4        | [ 84 ] |
| Bélgica   | Flandes Ultratop 100                    | 15       | [ 85 ] |
| España    | Top 50 álbumes                          | 12       | [ 86 ] |
| Europa    | European Albums                         | 5        | [ 87 ] |
| Francia   | Top 200 Álbumes - Edición One More Love | 12       | [ 88 ] |
| Hungría   | Top 100 Álbumes                         | 13       | [ 89 ] |
| Suiza     | Top 100 Álbumes                         | 8        | [ 90 ] |
| Oceanía   |                                         |          |        |
| Australia | Top 100 Álbumes                         | 39       | [ 91 ] |

## Certificaciones
| América       |              |      |            |    |           |         |
| Canadá        | CRIA         | 2010 | Platino    | ▲  | 80.000    | [ 93 ]  |
| México        | AMPROFON     | 2010 | Oro        | ●  | 30.000    | [ 94 ]  |
| Asia          |              |      |            |    |           |         |
| CCEAG         | IFPI         | 2010 | Platino    | ▲  | 20.000    | [ 95 ]  |
| Europa        |              |      |            |    |           |         |
| Alemania      | BVMI         | 2010 | 5× Oro     | 5● | 500.000   | [ 96 ]  |
| Austria       | IFPI Austria | 2010 | 2× Platino | 2▲ | 40.000    | [ 97 ]  |
| Bélgica       | IFPI Bélgica | 2010 | 2× Platino | 2▲ | 60.000    | [ 98 ]  |
| España        | Promusicae   | 2010 | Platino    | ▲  | 60.000    | [ 86 ]  |
| Europa        | IFPI         | 2010 | Platino    | ▲  | 1.000.000 | [ 99 ]  |
| Francia       | SNEP         | 2010 | Diamante   | —  | 500.000   | [ 100 ] |
| Hungría       | Mahasz       | 2011 | Platino    | ▲  | 6.000     | [ 101 ] |
| Irlanda       | IRMA         | 2009 | Oro        | ●  | 7.500     | [ 102 ] |
| Italia        | FIMI         | 2010 | Platino    | ▲  | 60.000    | [ 103 ] |
| Reino Unido   | BPI          | 2010 | Platino    | ▲  | 300.000   | [ 104 ] |
| Suiza         | IFPI Suiza   | 2009 | Platino    | ▲  | 30.000    | [ 105 ] |
| Oceanía       |              |      |            |    |           |         |
| Australia     | ARIA         | 2009 | Platino    | ▲  | 70.000    | [ 106 ] |
| Nueva Zelanda | RIANZ        | 2010 | Oro        | ●  | 7.500     | [ 107 ] |

- Nota: Las ventas certificadas en los Estados Árabes del Golfo Pérsico representan al total de las ventas certificadas en seis países de Oriente Medio: Arabia Saudita, Baréin, Emiratos Árabes Unidos, Kuwait, Omán y Catar.
- Nota: Las ventas certificadas están basadas en los criterios utilizados por las respectivas organizaciones musicales durante la fecha de certificación. Por su parte, estas no representan, necesariamente, las ventas totales vendidas por One Love en cada división territorial.

## Créditos y personal
- Voces: Kelly Rowland, Chris Willis, Akon, Kid Cudi, Will.i.am, Apl.de.ap, Novel, Ne-Yo, Julie McKnight, Estelle, Wynter Gordon, Makeba, Fergie, LMFAO y Samantha Jade.
- Productor:David Guetta.
- Coproductores: Frédéric Riesterer, Jean-Claude Sindres, Sandy Vee, Tocadisco, Afrojack, Dirty South y Sebastian Ingrosso.[25][16]
- Ingenieros de sonido: Mark "Exit" Goodchild y Véronica Ferraro.[108]
- Mezcla: David Guetta y Véronica Ferraro.[16]
- Masterización:Bruno Gruel.[16]
- Dirección artística: Caroline Prothero[16]
- Dirección: Jean-Charles Carré[16]
- Diseño: Tim&John.[109][25]
- Fotografía: Ellen Von Unwerth.[108][25]